# Блэкман, Джоан
Джоан Мэй Блэкман (англ. Joan May Blackman; род. 17 мая 1938, Сан-Франциско, Калифорния) — американская актриса.

## Карьера
Блэкман снялась в своем первом фильме «Хороший день для повешения» в 1959 году. У неё была значительная роль в двух фильмах с Элвисом Пресли. Она сыграла Мейл Дюваль в фильме «Голубые Гавайи», а в следующем году сыграла Роуз Гроган в фильме «Кид Галахад». Она также появилась вместе с Дином Мартином в фильме «Карьера» (1959) и сыграла Эллен Спелдинг в фильме «Визит на маленькую планету» (1960). Среди других её появлений в кино были роли в фильмах «Великий самозванец» (1961), «Сумерки чести» (1963), «Дерзкая игра» (1968), «Домашние животные» (1974), «Линия округа Мейкон» (1974) и «Лунные бегуны» (1975). В 1985 году Блэкман сыграла мать в фильме Рэя Дэвиса «Возвращение в Ватерлоо».

## Личная жизнь
В своем интервью утверждала, что имела роман с Элвисом Пресли во время съёмок. В мае 1959 года Блэкман вышла замуж за Джоби Бейкера, актёра, с которым она познакомилась в театральной школе. Пара развелась два года спустя, в ноябре 1961 года. Затем в июле 1968 года она вышла замуж за актёра Рокна Таркингтона. У них родились двое детей. Они развелись в октябре 1970 года.